# Spyker
Spyker Cars N.V. és una companyia neerlandesa que es dedica a la construcció d'automòbils fets a mà.
La companyia actual (n'hi hagué una anterior companyia amb el mateix nom que va fer fallida econòmica) va ser refundada per Victor Muller i Maarten de Bruijn, i té la seu a Zeewolde, Països Baixos.
Spyker a partir de l'any 2000 ha estat fabricant cotxes esportius exclusius.
Actualment, la companyia és coneguda per ser la propietària de l'equip Midland F1, de Fórmula 1, escuderia a la que va canviar el nom per passar a dir-se Spyker MF1 Racing.